# Даніеле Аркібуджі
Даніеле Аркібуджі (італ. Daniele Archibugi) (нар. 17 липня 1958, Рим) — італійський економіст, політичний теоретик і соціальний мислитель. Є автором робіт з економіки, політики інноваційно-технічного розвитку, теорії міжнародних відносин і глобалізації.

## Біографія
Народився в родині відомого урбаниста Франко Аркібуджі і поетеси Марії Луїзи Епіфані. Старший брат режисерки і сценаристки Франчески Аркібуджі.
Закінчив Римський університет Ла Сапієнца за фахом «Економіка», отримав ступінь доктора філософії в Центрі досліджень наукової та технологічної політики університету Сассекса.
Викладав в університеті Сассекса, Неаполітанському університеті, Кембриджі і Римському університеті. У 2003—2004 роках був запрошеним професором в Лондонській школі економіки і політичних наук, а в 2004—2005 роках — в Гарварді. У 2006 році отримав звання Почесного професора університету Сассекса. На даний момент є директором Національної дослідницької ради Італії, а також професором Бірбек-коледжу Лондонського університету. Разом з Девідом Хелдом він займає чільне місце в розвитку теорії космополітизму і космополітичної демократії.
В області інноваційних досліджень розробив класифікацію глобалізації інновацій. Разом з Джонатон Мічі він виділив три основних механізми передачі ноу-хау: міжнародне використання інновацій, їх виробництво і міжнародне науково-технічне співробітництво

## Наукові роботи
Даніеле Аркібуджі — автор декількох книг і більше 150 статей для експертних видань. Найбільш значущими його роботами в галузі міжнародних відносин є:
- with David Held), Космополітична демократія. Ескіз нового світопорядку = Cosmopolitan Democracy. An Agenda for a New World Order (Polity Press, 1995);
- (with David Held and Martin Koehler), Переосмислення політичного товариства = Reimagining Political Community. Studies in Cosmopolitan Democracy (Polity Press, 1998);
- Суперечки про міжнародну політику = Debating Cosmopolitics, (Verso, 2003);
- Всесвітнє цивільне товариство. На шляху до космополітичної демократії = The Global Commonwealth of Citizens. Toward Cosmopolitan Democracy (Princeton University Press, 2008, ISBN 978-0-691-13490-1);
- (with Mathias Koenig-Archibugi and Raffaele Marchetti), Глобальна демократія: Нормативні та емпіричні перспективи = Global Democracy: Normative and Empirical Perspectives (Cambridge University Press, 2011, ISBN 978-0-521-17498-5).

Роботи (праці)в області інноваційно-технічного розвитку:
- (with Mario Pianta), The Technological Specialization of Advanced Countries, preface by Jacques Delors (Kluwer, 1992);
- (with Jonathan Michie), Technology, Globalisation and Economic Performance, preface by Richard R. Nelson (Cambridge University Press, 1997);
- (with Jonathan Michie), Trade, Growth and Technical Change, preface by Nathan Rosenberg (Cambridge University Press, 1998);
- (with Jonathan Michie), Інноваційна політика в глобальній економіці = Innovation Policy in a Global Economy, preface by Christopher Freeman (Cambridge University Press, 1999);
- (with Bengt-Åke Lundvall), Глобалізація економіки знань = The Globalising Learning Economy (Oxford University Press, 2001).
- (with Andrea Filippetti), Глобальна демократія: Нормативні та емпіричні перспективи = Innovation and Economic Crises. Lessons and Prospects from the Economic Downturn (Routledge, 2011, ISBN 978-0-415-60228-0);
- (with Andrea Filippetti), Довідник по світовій науці, технологій та інновацій = The Handbook of Global Science, Technology and Innovation (Wiley, 2015. ISBN 978-1-118-73906-8).